# Вирський (зупинний пункт)
Вирський (біл. Вірскі) — пасажирський залізничний зупинний пункт Гомельського відділення Білоруської залізниці на електрифікованій лінії Гомель — Жлобин між зупинним пунктом Металург та станцією Жлобин. Розташований на східній околиці міста Жлобин Жлобинського району Гомельської області.